# NGC 4733
NGC 4733 este o galaxie eliptică situată în constelația Fecioara. A fost descoperită în 15 martie 1784 de către William Herschel. Se află la o distanță de 13,49 megaparseci de Pământ.